# 嚴幹
嚴幹（170年—3世纪），字公仲，冯翊郡東縣（治今陕西省大荔县）人，三国时曹魏学者，與李義齊名。
嚴幹出身寒门，喜欢击剑。建安初年，担任郡吏，举孝廉，升任蒲阪令。后以议郎参州事，建安七年（202年）参与征讨袁尚所置河东郡太守郭援。建安十一年（206年）再次献策捕拿并州刺史高干，因功封武乡侯，转任弘农郡太守。魏文帝黄初年间，转任五官将文学。魏明帝即位，转任永安太仆。晚年潜心学问，善於《春秋公羊传》。魏明帝在位时去世。